# باتل تانك (لعبة فيديو)
باتل تانك (بالإنجليزية: Battle Tank)‏ وتعني معركة الدبابة ، هي لعبة فيديو إلكترونية أمريكية أنتجت سنة 1990م ، وتعمل لنظامي سيجا جيم جير ونينتندو إنترتنمنت سيستم.